# Asplenium inexpectatum
Asplenium inexpectatum là một loài dương xỉ trong họ Aspleniaceae. Loài này được E.L. Braun ex C.V. Morton mô tả khoa học đầu tiên năm 1957.